# Acartus biplagiatus
Acartus biplagiatus är en skalbaggsart som först beskrevs av Aurivillius 1928.  Acartus biplagiatus ingår i släktet Acartus och familjen långhorningar. Inga underarter finns listade i Catalogue of Life.